# Esposizione del crocifisso nelle aule scolastiche italiane

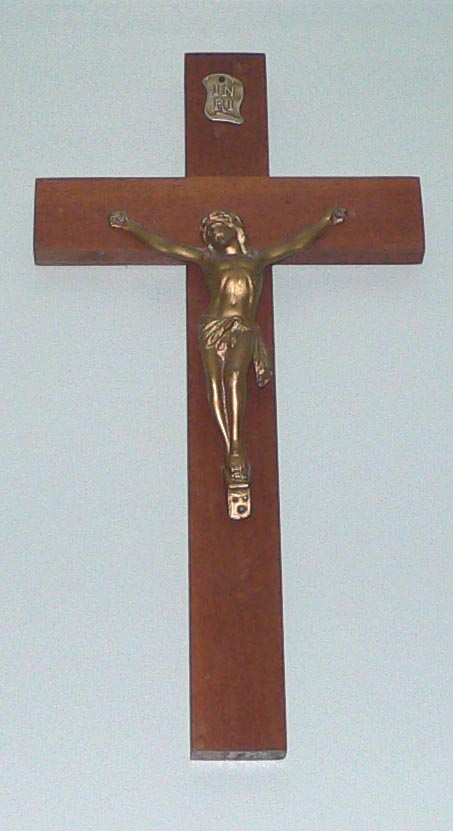
Un crocifisso, simile a quello esposto in numerose aule scolastiche delle scuole elementari e medie italiane

L'esposizione del crocifisso nelle aule scolastiche italiane è stato argomento dibattuto nella storia d'Italia. Ad oggi è previsto dall'art. 118 del Regio decreto 30 aprile 1924, n. 965 e dal Regio decreto 26 aprile 1928, n. 1297. Entrambe le disposizioni sono relative agli elementi di arredo delle aule scolastiche e di altri ambienti pubblici e devono ritenersi ancora in vigore in quanto non abrogate. L'esposizione nelle aule giudiziarie è oggetto di un'apposita circolare del 1926 che impone l'esposizione del simbolo di fianco a ritratto del re. La questione è divenuta fonte di vivaci polemiche tra i favorevoli all'esposizione del crocifisso poiché considerato un simbolo culturale e chi, abbracciando una rigorosa interpretazione del principio di laicità dello Stato italiano, si oppone a tale pratica.
La normativa relativa all'imposizione del crocifisso nelle aule scolastiche in Italia trova una prima (indiretta) indicazione nella legge Casati del 1859 sull'importanza della religione cattolica nelle scuole del Regno di Sardegna. Le normative citate dalla giurisprudenza sono contenute in due regi decreti del 1924 e 1928, mai abrogati, relativi rispettivamente alle scuole elementari e medie, sugli arredi scolastici delle aule, dove il crocifisso figura insieme con il ritratto del re d'Italia (con la repubblica, aggiornato con il ritratto del presidente, che comunque non viene esposto quasi mai nelle singole aule). Non ci sono chiare indicazioni normative per le scuole materne, superiori ed università.
Chi si oppone all'esposizione del crocifisso nelle aule scolastiche come detto contesta la violazione del principio di laicità professato dallo Stato italiano. I tribunali civili però si sono spesso detti non competenti a giudicare in materia: poiché le indicazioni del ministero non sono vere e proprie leggi civili, ma provvedimenti amministrativi interni alla scuola, la competenza spetta ai vari TAR. Il Consiglio di Stato, di grado superiore ai vari TAR nazionali e supremo organo di consulenza amministrativa, si è pronunciato a favore della presenza del crocifisso nelle aule scolastiche con un parere del 1988 e uno del 2006.
La Corte europea per i diritti dell'uomo il 3 novembre 2009 con la sentenza del caso Lautsi stabilì in 1º grado di giudizio che il crocifisso nelle aule è "una violazione del diritto dei genitori a educare i figli secondo le loro convinzioni e del diritto degli alunni alla libertà di religione", imponendo all'Italia un risarcimento di 5.000 euro per danni morali. Tale sentenza è stata poi ribaltata in 2º grado il 18 marzo 2011, quando la Grand Chambre, con 15 voti a favore e due contrari, ha assolto l'Italia accettando la tesi in base alla quale non sussistono elementi che provino l'eventuale influenza sugli alunni dell'esposizione del crocifisso nelle aule scolastiche.
Una sentenza di Cassazione del 2021 ha stabilito infine che l'esposizione non è obbligatoria ma nemmeno discriminatoria, che non può essere imposta, però deve essere decisa in autonomia dalla scuola in questione, con un dialogo e un accordo tra le parti coinvolte in un'eventuale disputa, seguendo e rispettando le diverse sensibilità.

## L'evoluzione della normativa
La legislazione attualmente valida che prescrive la presenza dei crocifissi nelle scuole risale all'epoca monarchica e fascista, in concomitanza dell'affievolirsi del dissidio tra Chiesa e Stato italiano risalente alla breccia di Porta Pia (1870).

### La legge Lanza (1857)
La «legge Lanza» del 1857 è talvolta indicata come prima legge relativa alla presenza del crocifisso nelle scuole, ma in realtà vi si legge solo che «negli istituti e nelle scuole pubbliche la religione cattolica sarà fondamento dell'istruzione e dell'educazione religiosa» (art. 10) e che la deputazione provinciale per le scuole (una sorta di precursore del provveditorato) deve occuparsi della «provvista degli arredi necessari» (art. 44), che non sono però precisati.

### La legge Casati (1859) e il regio decreto 150/1908
Alcune normative relative al crocifisso, non più valide, sono la legge Casati del 1859 e una legge del 1908 che riprende la disposizione precedente.

### Le circolari del 1922 e 1923 del Ministero dell'Istruzione
La circolare n. 68 del 22 novembre 1922 recitava:
Intimiamo allora a tutte le amministrazioni comunali del regno l'ordine di ristabilire nelle scuole che ne sono sprovviste i due simboli incoronati della fede e del sentimento patriottico.»
La circolare dell'8 aprile 1923, n. 8823 sull'Esposizione del crocifisso nelle aule scolastiche prescriveva:
A tale quesito si è ritenuto di dover dare risposta affermativa.»

### I regi decreti 965/1924 e 1297/1928 in vigore
Quanto alla scuola media, il regio decreto n. 965 del 1924, in particolare all'art. 118: 
Similmente, il regio decreto n. 1297 del 1928 relativo alla scuola elementare ne decreta la presenza in questo modo per le cinque classi elementari:
Prima classe.

1. Il crocifisso.

2. Il ritratto di S. M. il Re.

(omissis)»
Le normative successive non modificano le disposizioni di queste leggi di epoca monarchica, o tacendo al riguardo o riaffermando esplicitamente le indicazioni dei Regi Decreti.

### Il Concordato
Né il Concordato del 1929 (Patti Lateranensi) né la sua revisione nel 1985 modificano la normativa vigente.
I Patti Lateranensi non fanno alcun espresso riferimento al crocifisso nei luoghi pubblici, de facto se ne autorizza e continua l'uso.
Con l'accordo di Villa Madama del 1984 con la Santa Sede e entrato in vigore nel 1985, si prende atto che il cattolicesimo non è più religione di Stato.

### La Costituzione italiana
Il 1º gennaio 1948 entra in vigore la Costituzione, che prevede all'art. 7 che Stato Italiano e Chiesa cattolica sono, ciascuno nel proprio ordine, sovrani e indipendenti; ciononostante lo stato recepisce i Patti Lateranensi che prevedevano il cattolicesimo religione di Stato.

### La legge 641/1967
La legge 641/1967 circa l'arredamento delle scuole elementari e media, estende le indicazioni del R.D. del 1928 (relativo alla sola scuola elementare) ad entrambi gli ordini, ribadendo dunque implicitamente la presenza del crocifisso: 
Curiosamente, la normativa avrebbe imposto anche la presenza del ritratto del re (citato nella legge del 1928 assieme al crocifisso), e forse per questo una circolare del Ministero della Pubblica Istruzione di pochi mesi dopo (ottobre 1967) specifica che nelle aule di elementari e medie devono essere presenti, tra le altre cose, il crocifisso e il ritratto del presidente della Repubblica.

### Il parere del Consiglio di Stato del 1988
Il parere del Consiglio di Stato del 1988 considera "tuttora legittimamente operanti" i due R.D. che prevedono l'esposizione del crocefisso nelle aule scolastiche, e rimarca che essi non possono essere considerati implicitamente abrogati dalla nuova regolamentazione concordataria sull'insegnamento della religione cattolica. Esso inoltre sottolinea come il crocifisso, "a parte il significato per i credenti, rappresenta il simbolo della civiltà e della cultura cristiana, nella sua radice storica, come valore universale, indipendente da specifica confessione religiosa".
La motivazione viene data nel seguente modo:
Con il parere del Consiglio di Stato si afferma che il crocifisso esposto non va in contrasto con la libertà religiosa.

### Il parere 556/2006 del Consiglio di Stato
Un secondo (dopo quello del 1988) parere del Consiglio di Stato del 2006, il n. 556 risponde a un ricorso dell'Unione degli Atei e degli Agnostici Razionalisti (UAAR) con un'esposizione lunga e dettagliata, quasi a voler tagliare definitivamente la testa al toro. Ribadisce che i due RD sono tuttora in vigore, aggiungendo che "il riferimento alla natura del regime [il fascismo] che governava il Paese all'epoca dell'emanazione delle citate norme regolamentari e al loro utilizzo talvolta strumentale, non può affatto comportare la loro abrogazione, sia perché si tratta di considerazioni metagiuridiche, sia perché la norma, una volta emanata, prescinde dalla sua occasione storica e mantiene la sua validità fino a che non intervenga un atto o fatto giuridico (e non storico) a valenza abrogativa". Aggiunge inoltre che "neppure va sottaciuta la circostanza che le norme sull'esposizione del crocifisso nelle aule scolastiche risalgono addirittura al 1859, in un contesto storico di profonda laicità dello Stato, desumibile dal noto aforisma cavouriano libera Chiesa in libero Stato". Ribadisce che lo stato italiano è laico, ma osserva che "il principio di laicità non risulta compromesso dall'esposizione del crocifisso nelle aule scolastiche". Il crocifisso deve poi essere considerato "non solo come simbolo di un'evoluzione storica e culturale, e quindi dell'identità del nostro popolo, ma quale simbolo altresì di un sistema di valori di libertà, eguaglianza, dignità umana e tolleranza religiosa e quindi anche della laicità dello Stato, che trovano espresso riconoscimento nella nostra Carta costituzionale". Conclude affermando che "in sostanza, nel momento attuale, mentre non si ravvisano elementi positivi di concreta discriminazione in danno dei non appartenenti alla religione cattolica, il crocifisso in classe presenta, dal canto suo, una valenza formativa di nessun peso qualificante ai predetti fini di libertà e può e deve essere inteso, anzi, come uno dei simboli dei principi di libertà, eguaglianza e tolleranza e infine della stessa laicità dello Stato, fondanti la nostra convivenza e ormai acquisiti al patrimonio giuridico, sociale e culturale d'Italia".
Il richiamo, attraverso il crocifisso, dell'origine religiosa di tali valori e della loro piena e radicale consonanza con gli insegnamenti cristiani, serve dunque a porre in evidenza la loro trascendente fondazione, senza mettere in discussione, anzi ribadendo, l'autonomia (non la contrapposizione, sottesa a una interpretazione ideologica della laicità che non trova riscontro alcuno nella nostra Carta fondamentale) dell'ordine temporale rispetto all'ordine spirituale, e senza sminuire la loro specifica "laicità", confacente al contesto culturale fatto proprio e manifestato dall'ordinamento fondamentale dello Stato italiano.»
In conclusione, secondo il Consiglio di Stato:

### Successivi pareri e atti normativi
- Il d.lgs 16 aprile 1994 n. 297 della scuola del 1994[19] non abroga né modifica le disposizioni precedenti.
- Un parere dell'avvocatura dello stato di Bologna del luglio 2002[20] dichiara che "le disposizioni che prevedono l'affissione del Crocefisso nelle aree scolastiche vanno ritenute ancora in vigore" e "l'affissione del Crocefisso va ritenuta non lesiva del principio di libertà religiosa".
- Una triplice interrogazione al Senato del 2002 ha generato la risposta della Commissione Istruzione,[21] secondo la quale "la presenza del crocifisso nelle aule scolastiche non contrasta con la libertà religiosa", considerandolo "simbolo universale" e identificando come "importante obiettivo di convivenza civile il formarsi in tutte le scuole della consapevolezza del rispetto della cultura e delle tradizioni del nostro Paese".
- Sia una direttiva, sia una nota del Ministero dell'Istruzione del 2002[22] riaffermano la presenza del crocifisso: "sia assicurata da parte dei dirigenti scolastici l'esposizione del crocifisso nelle aule scolastiche". I due testi sembrano riguardare le sole elementari e medie.
- Nel marzo 2003 l'Unione Musulmani d'Italia di Adel Smith[23] ha diffidato e invitato a "rimuovere dai locali di rispettiva competenza quel particolare tipo di simbolo religioso costituito dal crocifisso" i Ministri dell'Istruzione, della Salute e dell'Interno, che non hanno risposto. Il TAR del Lazio[24] ha giudicato legittimo il silenzio-rifiuto.
- Una risoluzione della commissione Cultura della Camera dei deputati del novembre 2003[25] sostiene che l'eventuale rimozione del crocifisso dalle aule scolastiche è un'azione lesiva "della sensibilità e della cultura condivisa da una grande maggioranza della popolazione italiana", e che il crocifisso "oltre ad essere il simbolo della religione cristiana è l'emblema di valori quali la libertà dell'individuo e della persona, il rispetto di tutte le fedi religiose, la separazione tra “Dio e Cesare” fondamento della laicità dello Stato che sono i valori che fondano l'identità dell'Italia, dell'Europa e dell'intero Occidente".
- Un'ordinanza del 2004 della Corte costituzionale,[26] interpellata dal TAR del Veneto sulla costituzionalità delle leggi relative all'esposizione del crocifisso circa il caso di Abano Terme (v. dopo), "dichiara la manifesta inammissibilità della questione di legittimità costituzionale", dato che "l'impugnazione delle indicate disposizioni del testo unico si appalesa dunque il frutto di un improprio trasferimento su disposizioni di rango legislativo di una questione di legittimità concernente le norme regolamentari richiamate: norme prive di forza di legge, sulle quali non può essere invocato un sindacato di legittimità costituzionale, né, conseguentemente, un intervento interpretativo di questa Corte". In altre parole, la Corte non accoglie né rifiuta la croce, dice solo che il Tar ha sbagliato a chiedere un pronunciamento di legittimità, perché non c'è una legge che imponga il crocifisso, ma una disposizione amministrativa che riprende un regio decreto.

## I casi giudiziari

### Il caso Abano Terme del 2002
Nel 2002 la signora Soile Tuulikki Lautsi, di origini finlandesi, ha richiesto al consiglio d'istituto della scuola media di Abano Terme (PD), frequentata dai figli, di rimuovere il crocifisso dalle aule. La richiesta è stata rifiutata e la signora si è rivolta al tribunale competente, cioè il TAR del Veneto. Questo nel 2004, notando come la questione "non appare manifestamente infondata e va sollevata questione di legittimità costituzionale", ha sospeso il giudizio e ha interpellato la Corte costituzionale. Questa, con un parere del 2004 (v. sopra) si è detta non idonea a discutere il caso, rimandando (per così dire) la palla al mittente.
Il TAR del Veneto si è dunque pronunciato nel 2005 rigettando il ricorso della signora, sostenendo tra l'altro che "nell'attuale realtà sociale, il crocifisso debba essere considerato non solo come simbolo di un'evoluzione storica e culturale, e quindi dell'identità del nostro popolo, ma quale simbolo altresì di un sistema di valori di libertà, eguaglianza, dignità umana e tolleranza religiosa e quindi anche della laicità dello Stato, principi questi che innervano la nostra Carta costituzionale".

### Il caso Ofena del 2003
La questione del crocifisso nelle scuole fu vivacemente dibattuta nel 2003 in seguito a un'iniziativa di Adel Smith. Nato ad Alessandria d'Egitto nel 1960, ha fondato nel 2001 l'associazione "Unione Musulmani d'Italia", che secondo Magdi Allam (2002), conta due iscritti più una decina di simpatizzanti albanesi. Sempre nel 2001 Smith si fa notare per l'appello al Papa per la sua conversione all'Islam, per aver chiesto di coprire l'immagine di Maometto che compare all'inferno (sulla base della Divina Commedia) nella Basilica di San Petronio di Bologna, per aver definito (nella trasmissione Porta a Porta) il crocifisso "un cadavere in miniatura appeso a due legnetti". Nel 2002 in una trasmissione di una rete locale definì la Chiesa "un'associazione a delinquere" e papa Giovanni Paolo II "un extracomunitario doppiogiochista a capo della Chiesa", e per questo venne condannato dal tribunale di Padova a cinque mesi di reclusione. Nel 2003 scagliò il crocifisso fuori dalla finestra di una camera dell'ospedale dove era ricoverata la madre, e fu condannato a 8 mesi di reclusione dal tribunale dell'Aquila.
Residente ad Ofena, all'inizio dell'anno scolastico 2003/04 Adel Smith chiede alle maestre della locale scuola materna (per la quale la legge non impone la presenza del crocifisso) di rimuovere il crocifisso dall'aula frequentata dal figlio o di affiancargli un quadretto col testo della breve sura 112 del Corano: "Egli è il Dio, l'Uno, il Dio l'Eterno, l'Onnipotente, egli non ha generato né è stato generato e non vi è nulla simile a Lui". Le docenti acconsentono alla seconda richiesta e appendono il quadretto, ma il giorno successivo il preside Angelo Recina lo fa rimuovere. Adel Smith si rivolge al tribunale dell'Aquila che, il 23 ottobre 2003 "condanna l'istituto comprensivo di scuola materna ed elementare di Navelli, in persona del dirigente scolastico pro tempore, a rimuovere il crocifisso esposto nelle aule della scuola statale materna ed elementare "Antonio Silveri" di Ofena frequentate dai suddetti minori". La notizia ha una grande eco mediatica ma nessuno provvede a rimuovere il crocifisso. Scrive al riguardo Vittorio Feltri: "L'offesa è grande. Insopportabile. Una prevaricazione. Un esproprio. Un Tizio entra nel tuo alloggio, si accomoda in poltrona, ha libero accesso al frigorifero, usa il tuo bagno e invece di ringraziare per l'ospitalità, ti ingiunge di togliere dalla parete quel “coso” lì. Sarà anche un coso ma permetti decido io se deve restare lì o sparire". E Umberto Eco: "Invito a Adel Smith, dunque, e agli intolleranti fondamentalisti: capite e accettate usi e costumi del paese ospite".
Poco meno di un mese dopo (19 novembre 2003) lo stesso tribunale "dichiara il difetto di giurisdizione del giudice ordinario in ordine alla domanda proposta [...] da Adel Smith": si tratta di una questione che deve competere a un giudice amministrativo, non ordinario.
Nel 2006 la Corte di cassazione, interpellata da Adel Smith, ha dichiarato (come il secondo pronunciamento del Tribunale dell'Aquila) al riguardo "la giurisdizione esclusiva del giudice amministrativo".

### Il caso Lautsi del 2009
Soile Lautsi si è rivolta alla Corte europea per i diritti dell'uomo, che il 3 novembre 2009 con la sentenza Lautsi v. Italia stabilì che il crocifisso nelle aule è "una violazione del diritto dei genitori a educare i figli secondo le loro convinzioni e del diritto degli alunni alla libertà di religione". Non avendo il potere di imporre la rimozione dei crocifissi dalle scuole italiane ed europee, la Corte condannò l'Italia a risarcire 5.000 euro alla ricorrente per danni morali. Tale sentenza è stata poi ribaltata in 2º grado il 18 marzo 2011, quando la Grand Chambre, con 15 voti a favore e due contrari, ha assolto l'Italia accettando la tesi in base alla quale non sussistono elementi che provino l'eventuale influenza sugli alunni dell'esposizione del crocifisso nelle aule scolastiche, definendolo quale "simbolo essenzialmente passivo".

### Sentenza della Corte di cassazione del 2021
Il 10 settembre del 2021 una sentenza delle Sezioni Unite della Corte di Cassazione ha stabilito che, pur non essendo obbligatoria, l’affissione del crocifisso non può essere ritenuta atto discriminato nei confronti di chi non la condivide. Le sezioni unite hanno stabilito che ogni scuola decide in autonomia se esporlo o meno, ma che la decisione deve essere un «ragionevole accordo» tra le parti che abbiano posizioni diverse.

## La questione del crocifisso nei seggi elettorali
Un problema distinto ma correlato al crocifisso nelle scuole è relativo al fatto che molti seggi elettorali sono ubicati in aule scolastiche elementari e medie, dove appunto dovrebbe essere presente il crocifisso. Si sono verificati alcuni casi di elettori o scrutatori che si sono rifiutati di adempiere rispettivamente al proprio diritto o dovere con motivazioni legate alla libertà di coscienza. Gli episodi hanno avuto dunque una certa eco mediatica, e in alcuni casi anche implicazioni giuridiche.
- Uno scrutatore nel 1994 aveva rifiutato di svolgere il proprio dovere per la presenza del crocifisso nel proprio seggio, ed è stato condannato nel 1999 a una multa dal pretore di Cuneo perché "rifiutava di assumere l'ufficio senza giustificato motivo". Nel 2000 però la condanna è stata annullata dalla Corte di cassazione perché il reato non sussiste.[36]
- Una sentenza del TAR del Lazio del 2002[37] ha risposto negativamente a un ricorso dell'Unione degli Atei e degli Agnostici Razionalisti (UAAR) che chiedeva al Ministero dell'Interno il divieto "dell'esposizione di crocifissi e simboli religiosi nei seggi elettorali prima dell'inizio delle operazioni di voto", avallando la giustificazione del ministero secondo la quale "essendo tuttora valida la normativa adottata negli anni dal 1924 al 1928, non sussiste l'obbligo per la pubblica amministrazione di rimuovere dai seggi elettorali i simboli religiosi in argomento".
- Un pronunciamento della Corte d'appello di Perugia del 2006[38] ha affermato "l'opportunità che la sala destinata alle elezioni sia uno spazio assolutamente neutrale, privo quindi di simboli che possano, in qualsiasi modo, anche indirettamente e/o involontariamente, creare suggestioni o influenzare l'elettore".

Quanto alle aule che fungono da seggi elettorali, dunque, le normative non impongono né vietano la presenza del crocifisso in maniera sistematica.